# Jorge Baraona
Jorge Baraona Puelma (Santiago, 30 de mayo de 1902 - 30 de abril de 1971) fue un abogado, agricultor y político conservador chileno. Entre 1941 y 1945 sirvió como diputado de la República. Posteriormente fue alcalde de la comuna de Pumanque.

## Biografía
Hijo de Luis Antonio Baraona Calvo y Ester Puelma Castro. Medio hermano de Luis Baraona Fornés, también exparlamentario por Colchagua. Contrajo matrimonio con Alicia Urzúa Souper, con quien tuvo once hijos, entre ellos, el exministro de Economía de la dictadura militar, Pablo Baraona Urzúa, el abogado Jorge Baraona Urzúa y el ex alcalde de las comunas de Pumanque y Santa Cruz, Juan Ignacio Baraona Urzúa.

## Actividades profesionales
Educado en el Colegio San Ignacio y en la Facultad de Derecho de la Pontificia Universidad Católica de Chile, donde se tituló de abogado (1924), con una tesis titulada “Desocupación Obrera”.
Fue abogado de la municipalidad de Rancagua y de la gobernación del departamento de Cachapoal. Se dedicó también a la agricultura, explotando la hacienda Nilahue Baraona, en la comuna de Pumanque. 
Dejó de existir en camino a Santiago, el 30 de abril de 1971, mientras era trasladado desde Pumanque al sufrir un ataque al corazón, tras firmar el acta de expropiación del fundo Nilahue Baraona en el marco de la reforma agraria. El gobierno de la Unidad Popular acusó un aprovechamiento político de la muerte de Baraona por parte del Partido Nacional y la Sociedad Nacional de Agricultura.

## Actividades políticas
Militante del Partido Conservador (1933-1966). Fue elegido Diputado por la 10.ª agrupación departamental de San Fernando y Santa Cruz (1941-1945), integrando la comisión permanente de Agricultura y Colonización. 
Elegido regidor en la comuna de Pumanque por el Partido Conservador Tradicionalista en las elecciones de abril de 1950, se desempeñó como alcalde de dicha comuna entre 1950 y 1953. En 1966 pasó a formar parte del Partido Nacional, cuando se fusionaron los liberales y conservadores.

## Otras actividades
Fue vicepresidente de la Caja de Colonización Agraria (1958-1962) y presidente de la Sociedad Arrocera Colchagua S.A. Además participó como consejero de la Sociedad Nacional de Agricultura. Fue socio y director del Club Hípico y del Club de La Unión. 